# Таяталь
Таяталь (нім. Nationalpark Thayatal) — національний парк в Австрії на території землі Нижня Австрія, за 70 км на північний захід від Відня, на кордоні з Чехією. 
Він був заснований для збереження багатств місцевої природи та організації цивілізованого туризму в 1999 році. На сьогодні Тайяталь є одним із найменших національних парків Австрії, його площа становить всього 1 300 га. Однак природа тут вирізняється рідкісною красою, внаслідок чого місцеві ландшафти виглядають дуже мальовничо.  
Парк примикає до національного парку Подийї, що розташований на території Чехії і розташовується в долині річки Диє. Хоча околиці річки й заселені досить давно, долина від діяльності людини не постраждала і зберегла свою первісну флору та фауну, це понад 600 різновидів рослин і 1300 видів тварин. 
У цьому парку організують кінні, водні та піші прогулянки, а також екологічні тури. Одним із найцікавіших місць парку є гора Умлауфберг, навколо якої Тайя майже замикає коло.